# Trois Chorals

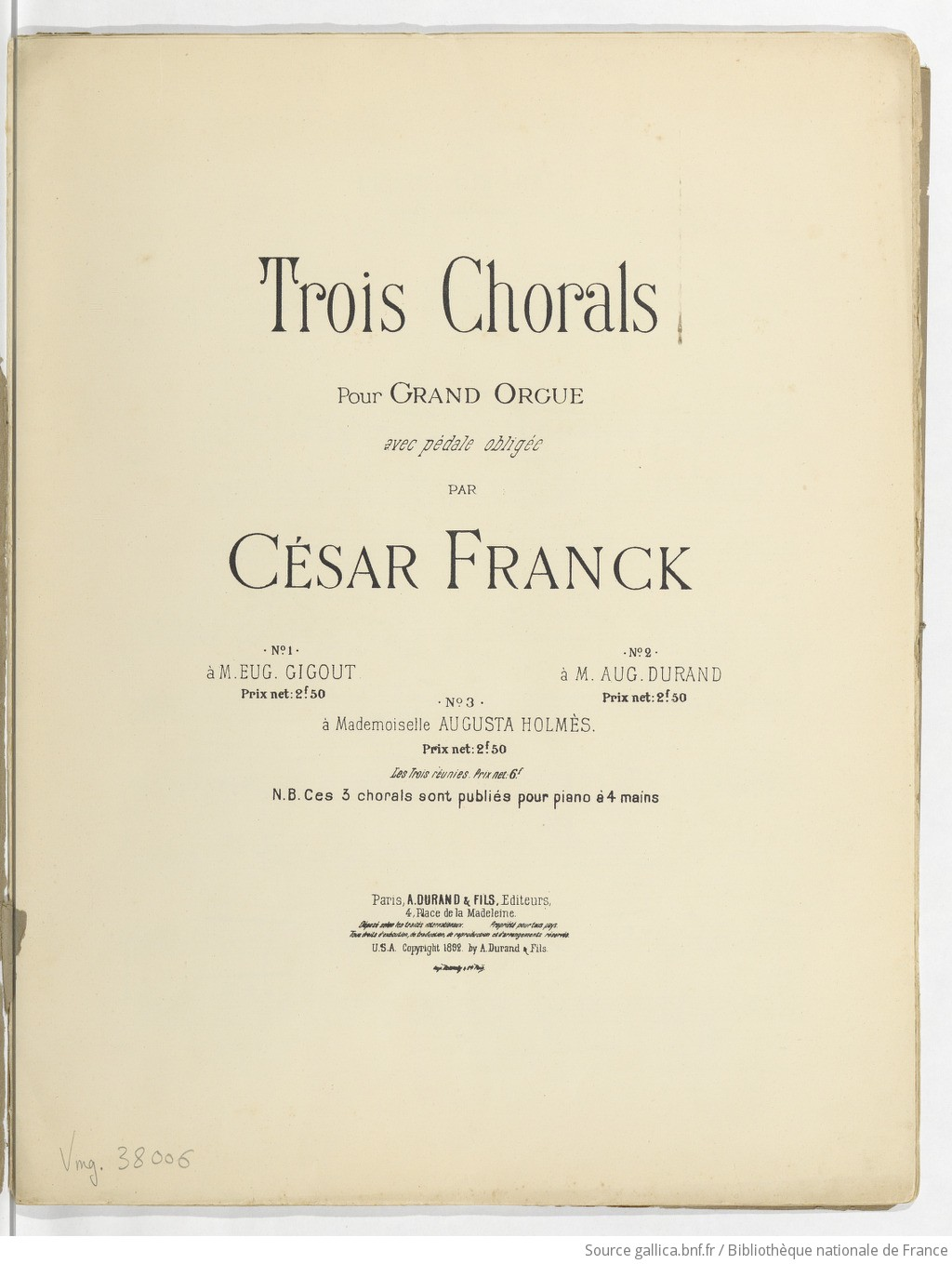
Cover des Erstdrucks (1892)

Trois Chorals (deutsch: Drei Choräle) ist eine Orgelkomposition von César Franck. Die Stücke gehören zu den letzten Werken Francks und entstanden in seinem Todesjahr 1890. Sie gehören zusammen mit der Sinfonie, den Sinfonischen Variationen und der Violinsonate zu den Meisterwerken seiner späten Schaffensphase und gelten als Höhepunkt seines Orgelwerks.
Die drei Stücke sind: 
- Choral Nr. 1 E-Dur, gewidmet dem Organisten Eugène Gigout,
- Choral Nr. 2 h-Moll, gewidmet dem Verleger Auguste Durand,
- Choral Nr. 3 a-Moll, gewidmet Francks Schülerin Augusta Holmès.

Der Erstdruck erschien 1892 im Pariser Verlag Durand.

## Form
Unter „Choral“ ist in diesem Fall kein Zitat etwa einer gregorianischen Melodie oder eines protestantischen Kirchenlieds zu verstehen. Vielmehr steht „Choral“ hier für eine frei erfundene Instrumentalmusik, die durch getragenen Tonfall, gesangliche Melodie und regelmäßige, periodisch gebaute Form assoziativ an Kirchenmusik erinnert. Dafür gibt es im 19. Jahrhundert eine Tradition mit Beispielen u. a. bei Beethoven, Berlioz, Meyerbeer und Bruckner. In allen drei Stücken tritt der eigentliche „Choral“ nicht am Beginn, sondern erst im weiteren Verlauf auf. Aus ihm und weiteren thematischen Gestalten entwickelt Franck komplexe sinfonische Formen mit einer Spieldauer von jeweils annähernd einer Viertelstunde. Alle enthalten Durchführungsabschnitte und enden mit eindrucksvollen Apotheosen ihrer Themen; davon abgesehen, sind die drei Stücke sehr individuell gestaltet und lassen viele traditionelle Formen anklingen, ohne sie einfach zu erfüllen.
Zu zwei Chorälen nennt die Literatur mögliche Vorbilder aus dem Orgelwerk Johann Sebastian Bachs. Beim 2. Choral ist der Bezug auf Bachs Passacaglia und Fuge c-Moll naheliegend, denn Franck beginnt hier mit einigen Variationen über ein 16-taktiges Chaconnethema und bildet aus diesem Thema im weiteren Verlauf ein Fugato. Die toccatenartigen Sechzehntelfiguren, mit denen der 3. Choral beginnt, werden oft mit Bachs Präludium a-Moll BWV 543 verglichen.
Die Registrierungen, die Franck genau vorschreibt, sind geprägt durch Eigenheiten „seiner“ Orgel in der Pariser Kirche Sainte-Clotilde. Grundstimmen sind fast immer mit der Oboe des Schwellwerks kombiniert, mehrmals kommen Solopassagen für Trompete und Oboe zusammen vor. Im 1. Stück wird für die Präsentation des „Chorals“ die Voix humaine gewählt.
Zur Frage, ob die drei Stücke als Zyklus zu verstehen sind und ob eine vollständige Aufführung von Franck intendiert sei, gibt es keine überlieferten Informationen. Dagegen sprechen der nur lockere Zusammenhang der Tonarten und das Fehlen motivischer Zusammenhänge, die für mehrsätzige Kompositionen bei Franck als charakteristisch gelten.